# Альфредо Дуверхель
Альфредо Дуверхель Адамс (ісп. Alfredo Duvergel Adams; 2 квітня 1968, Гуантанамо) — кубинський боксер, призер Олімпійських ігор, чемпіон та призер чемпіонатів світу, чемпіон Панамериканських ігор та Ігор Центральної Америки і Карибського басейну.

## Аматорська кар'єра
Альфредо Дуверхель почав займатися боксом з 1980 року. З 17 років він брав участь у кубинських чемпіонатах і регіональних змаганнях з боксу.
1989 року переміг у чемпіонаті Центральної Америки і Карибського басейну. 1990 року переміг на Іграх Центральної Америки і Карибського басейну.
1993 року Альфредо Дуверхель вперше взяв участь у чемпіонаті світу і після перемог над Аркадієм Топаєвим (Казахстан), Маліком Бейлероглу (Туреччина) та Гейр Гітланд (Норвегія) програв у фіналі Франциску Ваштаг (Румунія) — 3-14.
1994 року на Кубку світу програв в першому бою Франциску Ваштаг — 10-17.
1995 року переміг на Панамериканських іграх.
На чемпіонаті світу 1995 Дуверхель переміг Маліка Бейлероглу, Сергія Борисенко (Білорусь), Олега Кудинова (Україна) та Славішу Попович (Югославія), а у фіналі програв Франциску Ваштаг — 4-12.
На Олімпійських іграх 1996 завоював срібну медаль.
- В 1/16 фіналу переміг Йозефа Гілевського (Польща) — 10-2
- В 1/8 фіналу переміг Сергія Городнічова (Україна) — 15-2
- У чвертьфіналі переміг Антоніо Перуджино (Італія) — 15-8
- У півфіналі переміг Єрмахана Ібраїмова (Казахстан) — 28-19
- У фіналі Дуверхель вів за очками в поєдинку проти Девіда Ріда (США), але за півхвилини до закінчення третього раунду пропустив удар від суперника і опинився на підлозі. Суддя, зробивши відлік, ухвалив рішення, що кубинець не в змозі продовжувати бій, незважаючи на його заперечення.

На чемпіонаті світу 1997 за відсутності Франциска Ваштага Дуверхель, перемігши п'ятьох суперників, у тому числі у півфіналі Адріана Д'якону (Румунія) — 15-0 і у фіналі Єрмахана Ібраїмова — 9-7, став чемпіоном.
Альфредо Дуверхель брав участь у чемпіонатах Куби до 2001 року, але на міжнародних змаганнях вже не виступав.